# Grand Prix Formule 1 van San Marino 1991

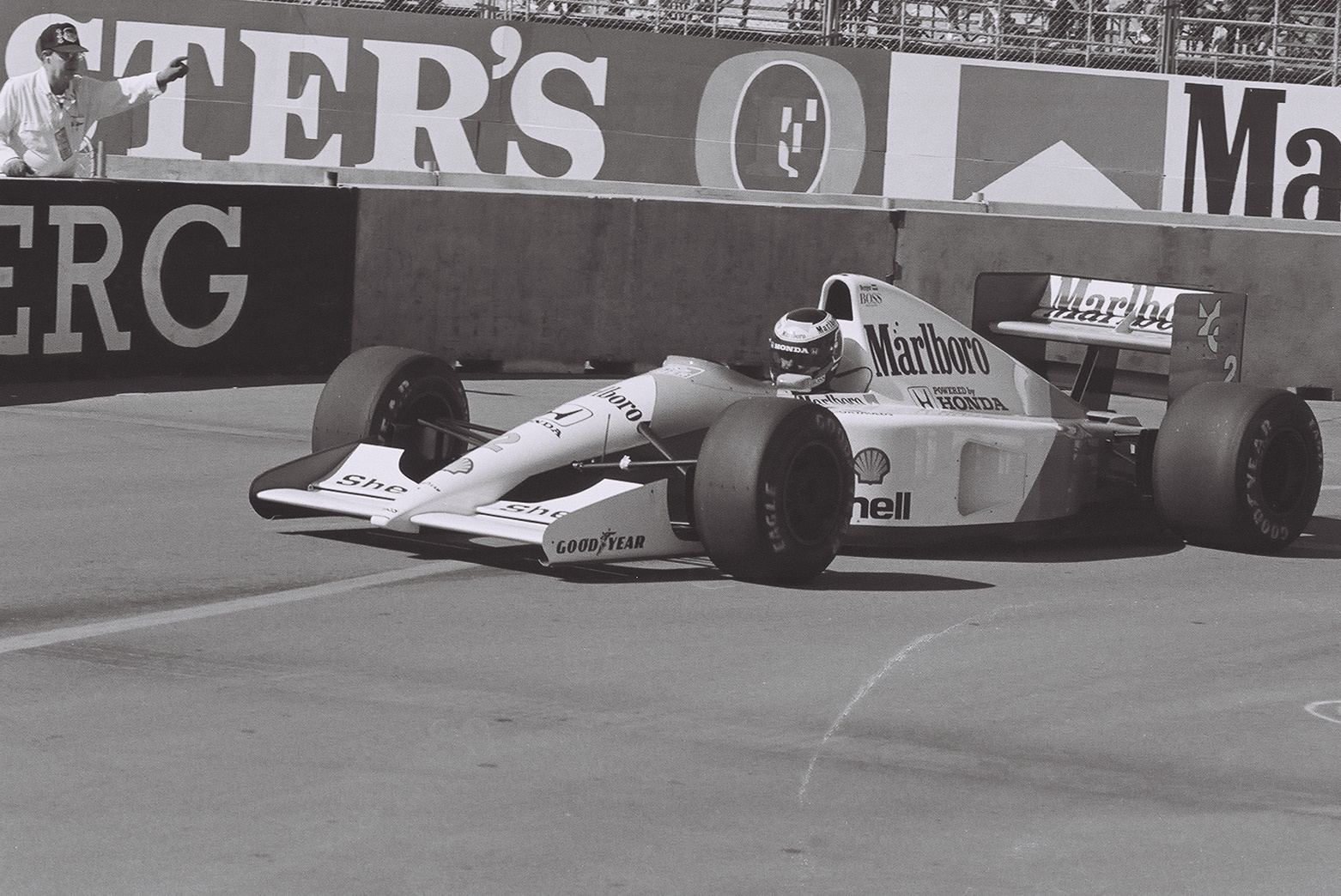
Gerhard Berger, hier in actie in de GP van USA in 1991, maakte op het circuit van Imola het succes voor McLaren compleet door achter Ayrton Senna als tweede te eindigen.

De Grand Prix Formule 1 van San Marino 1991 werd gehouden op 28 april 1991 in Imola.

## Verslag
Ayrton Senna behaalde zijn 55ste pole-position voor Riccardo Patrese, Alain Prost, Nigel Mansell en Gerhard Berger. In de opwarmronde waren er echter twee incidenten: Alain Prost schoof van de baan, gevolgd door Gerhard Berger. De Oostenrijker kon doorrijden, maar Prost moest opgeven.
Senna leidde na de eerste ronde, terwijl Mansell met versnellingsbakproblemen onmiddellijk moest opgeven na een botsing met Martin Brundle. Ook Nelson Piquet en Jean Alesi vielen al erg vroeg uit. Patrese ging nog voorbij Senna, maar moest in de negende ronde opgeven met een elektrisch probleem. Berger kwam hierna dichter bij Senna, hij dichtte de kloof per ronde met zo'n anderhalve seconde.
Berger kwam snel tot op vijf seconden, met Stefano Modena als derde, voor Satoru Nakajima en de twee Minardi's van Pierluigi Martini en Gianni Morbidelli achter hem. Beide McLarens gingen in de pits voor banden en Senna wist de leiding te behouden. Net nadat hij de snelste ronde had neergezet, werd Berger opgehouden door achterliggers Mauricio Gugelmin, Julian Bailey en Thierry Boutsen.
Bailey ging voorbij aan Andrea de Cesaris voor de zesde plaats en Nakajima moest opgeven met transmissieproblemen. Ivan Capelli spinde van de baan, waardoor JJ Lehto de vierde plaats overnam. Modena moest na een fantastische race nog opgeven met transmissieproblemen, waardoor achter de twee McLarens Roberto Moreno, Lehto, Eric van de Poele en Martini reden. Moreno moest opgeven na versnellingsbakproblemen in de 52ste ronde.
Senna had intussen ook problemen met de oliedruk, maar wist toch nog te winnen met 1,7 seconden voorsprong. Lehto slaagde erin om een derde plaats te pakken en Martini werd vierde. Mika Häkkinen en Bailey behaalden de vijfde en de zesde plaats, nadat Van de Poele had moeten opgeven met een kapotte brandstofpomp.

## Uitslag
| Positie | Nr | Rijder             | Team                          | Ronden | Tijd/Opgave         | Startplaats | Punten |
| ------- | -- | ------------------ | ----------------------------- | ------ | ------------------- | ----------- | ------ |
| 1       | 1  | Ayrton Senna       | McLaren-Honda                 | 61     | 1:35:14.750         | 1           | 10     |
| 2       | 2  | Gerhard Berger     | McLaren-Honda                 | 61     | + 1.675             | 5           | 6      |
| 3       | 22 | Jyrki Järvilehto   | Dallara-Judd                  | 60     | + 1 Ronde           | 16          | 4      |
| 4       | 23 | Pierluigi Martini  | Minardi-Ferrari               | 59     | + 2 Rondes          | 9           | 3      |
| 5       | 11 | Mika Häkkinen      | Lotus-Judd                    | 58     | + 3 Rondes          | 25          | 2      |
| 6       | 12 | Julian Bailey      | Lotus-Judd                    | 58     | + 3 Rondes          | 26          | 1      |
| 7       | 25 | Thierry Boutsen    | Ligier-Lamborghini            | 58     | + 3 Rondes          | 24          |        |
| 8       | 8  | Mark Blundell      | Brabham-Yamaha                | 58     | + 3 Rondes          | 23          |        |
| 9       | 35 | Eric van de Poele  | Modena Lamborgini-Lamborghini | 57     | Brandstofpomp       | 21          |        |
| 10      | 26 | Érik Comas         | Ligier-Lamborghini            | 57     | + 4 Rondes          | 19          |        |
| 11      | 7  | Martin Brundle     | Brabham-Yamaha                | 57     | + 4 Rondes          | 18          |        |
| 12      | 15 | Mauricio Gugelmin  | Leyton House-Ilmor            | 55     | Motor               | 15          |        |
| 13      | 19 | Roberto Moreno     | Benetton-Ford                 | 54     | Motor               | 13          |        |
| NF      | 4  | Stefano Modena     | Tyrrell-Honda                 | 41     | Transmissie         | 6           |        |
| NF      | 33 | Andrea de Cesaris  | Jordan-Ford                   | 37     | Versnellingsbak     | 11          |        |
| NF      | 32 | Bertrand Gachot    | Jordan-Ford                   | 37     | Ophanging           | 12          |        |
| NF      | 16 | Ivan Capelli       | Leyton House-Ilmor            | 24     | Spin                | 22          |        |
| NF      | 29 | Eric Bernard       | Lola-Ford                     | 17     | Motor               | 17          |        |
| NF      | 6  | Riccardo Patrese   | Williams-Renault              | 17     | Elektrisch probleem | 2           |        |
| NF      | 3  | Satoru Nakajima    | Tyrrell-Honda                 | 15     | Transmissie         | 10          |        |
| NF      | 24 | Gianni Morbidelli  | Minardi-Ferrari               | 10     | Versnellingsbak     | 8           |        |
| NF      | 28 | Jean Alesi         | Ferrari                       | 2      | Spin                | 7           |        |
| NF      | 30 | Aguri Suzuki       | Lola-Ford                     | 2      | Spin                | 20          |        |
| NF      | 20 | Nelson Piquet      | Benetton-Ford                 | 1      | Spin                | 14          |        |
| NF      | 5  | Nigel Mansell      | Williams-Renault              | 0      | Botsing             | 4           |        |
| NF      | 27 | Alain Prost        | Ferrari                       | 0      | Spin                | 3           |        |
| NQ      | 17 | Gabriele Tarquini  | AGS-Ford                      |        |                     |             |        |
| NQ      | 18 | Fabrizio Barbazza  | AGS-Ford                      |        |                     |             |        |
| NQ      | 10 | Alex Caffi         | Arrows-Porsche                |        |                     |             |        |
| NQ      | 9  | Michele Alboreto   | Arrows-Porsche                |        |                     |             |        |
| PQ      | 21 | Emanuele Pirro     | Dallara-Judd                  |        |                     |             |        |
| PQ      | 14 | Olivier Grouillard | Fondmetal-Ford                |        |                     |             |        |
| PQ      | 34 | Nicola Larini      | Modena Lamborgini-Lamborghini |        |                     |             |        |
| PQ      | 31 | Pedro Chaves       | Coloni-Ford                   |        |                     |             |        |

## Wetenswaardigheden
- Mika Häkkinen scoorde de eerste punten uit zijn carrière.

## Statistieken
| Pole-position | Ayrton Senna   | McLaren-Honda | 1:21.877 |
| Snelste ronde | Gerhard Berger | McLaren-Honda | 1:26.531 |

## Noot
- Dit was het debuut van de Italiaanse coureur Fabrizio Barbazza
- Eerste podiumplaats voor J.J. Lehto.
- Dit was de derde overwinning van de Grote Prijs van San Marino voor Ayrton Senna en hiermee vestigde hij een nieuw record. Hij verbrak het oude record van Alain Prost (2), gevestigd tijdens de Grote Prijs van San Marino van 1986.

1981 · 1982 · 1983 · 1984 · 1985 · 1986 · 1987 · 1988 · 1989 · 1990 · 1991 · 1992 · 1993 · 1994 · 1995 · 1996 · 1997 · 1998 · 1999 · 2000 · 2001 · 2002 · 2003 · 2004 · 2005 · 2006